# Ван, Мелинда
Мелинда Шерилин Ван (англ. Melinda Sherilyn Wang, кит. упр. 王展玲, пиньинь Wáng Zhǎnlíng, палл. Ван Чжаньлин) — тайваньская фигуристка, выступавшая в одиночном катании. Участница чемпионатов мира и четырёх континентов, четырёхкратная чемпионка Китайского Тайбэя (2007, 2009—2011).

## Карьера
Мелинда Ван родилась 18 декабря 1990 года в Нью-Йорке, США. Встала на коньки в возрасте четырёх лет. В юниорские годы занималась танцами на льду совместно с Нейтаном Ламом и Полом Вудом, достигнув национального уровня. Также была участницей команды по синхронному катанию. 
С 2008 года выступала за сборную Китайского Тайбэя в одиночной дисциплине. В рамках дебютного чемпионата четырёх континентов установила личные рекорды во всех прокатах и стала лучшей среди трёх фигуристок сборной. На чемпионате мира 2008 опередила тридцать одну соперницу в короткой программе, тем самым сумела квалифицироваться в финальный сегмент.
На протяжении шести сезонов к ряду (2007—2012) становилась медалисткой чемпионата Китайского Тайбэя. Завоевала четыре золотые награды, и ещё дважды финишировала с серебром. Исполняла на соревнованиях тройные флип, сальхов и тулуп.
В ходе карьеры представляла клуб фигурного катания «Ду-Пейдж». Каталась под руководством множества наставников, в их числе: Александр Уряшев, Рафаэль Арутюнян, Владимир Фёдоров и Андрей Бушков. Над постановкой программ и хореографией работала с Филлипом Миллсом и Олегом Эпштейном.
После завершения соревновательной карьеры начала тренерскую деятельность. Была диктором на, проходивших в Тайбэе, юниорском первенстве мира и чемпионате четырёх континентов. Вне спорта получила степень бакалавра наук в области управления информационными системами в Университете Дэлавера.

## Результаты
| Соревнования                  | 07/08         | 08/09         | 09/10         | 10/11         | 11/12         | 12/13         |
| Международные                 | Международные | Международные | Международные | Международные | Международные | Международные |
| ----------------------------- | ------------- | ------------- | ------------- | ------------- | ------------- | ------------- |
| Чемпионат мира                | 23            |               |               | 38            | 31            |               |
| Чемпионат четырёх континентов | 15            | 26            | 19            | 18            | 14            | 19            |
| Asian Figure Skating Trophy   |               |               |               |               |               | 4             |
| U.S. International Classic    |               |               |               |               |               | 6             |
| Международные среди юниоров   |               |               |               |               |               |               |
| Чемпионат мира среди юниоров  |               |               | 33            |               |               |               |
| Юниорский Гран-при: Венгрия   |               | 14            |               |               |               |               |
| Национальные                  |               |               |               |               |               |               |
| Чемпионат Китайского Тайбэя   | 1             | 2             | 1             | 1             | 1             | 2             |